# سی‌اف‌بی‌دی‌اس‌آی‌آر ۲۱۴۹-۰۴۰۳
سی‌اف‌بی‌دی‌اس‌آی‌آر ۲۱۴۹–۰۴۰۳ (انگلیسی: CFBDSIR 2149-0403) (با نام کامل CFBDSIR J214947.2-040308.9) یک جرم سیاره‌ای شناور آزاد یا احتمالاً یک کوتوله قهوه‌ای با فلزینگی بالا و کم جرم در صورت فلکی دلو است. در ابتدا تصور می‌شد که بخشی از خوشه متحرک ای‌بی دورادوس (ABDMG) باشد، همانگونه که از موقعیت و حرکت مناسب آن نشان داده می‌شود٬< اما همان تیمی که جسم را کشف کرد و عضویت آن را در گروه حدس زد، اکنون آن را رد کرده‌است. این فرض کنونی به دلیل وجود اندازه‌گیری‌های جدیدتر است. بدون آن عضویت، سن و جرم جسم را نمی‌توان محدود کرد. شواهد کافی برای اثبات اینکه سی‌اف‌بی‌دی‌اس‌آی‌آر ۲۱۴۹–۰۴۰۳ به عنوان یک سیاره تشکیل شده و متعاقباً به بیرون پرتاب شده باشد وجود ندارد.

## کشف
سی‌اف‌بی‌دی‌اس‌آی‌آر ۲۱۴۹–۰۴۰۳ توسط گروه بررسی کوتوله‌های قهوه‌ای کانادا-فرانسه، در یک بررسی آسمان نزدیک به فروسرخ، کشف شد و این کشف توسط داده‌های کاوشگر نقشه‌بردار فروسرخ میدان وسیع تأیید شد.. فیلیپ دلورم، از موسسه سیاره‌شناسی و اخترفیزیک گرنوبل در فرانسه و تیمش، از جمله محققان دانشگاه مونترال در کانادا، نشانه‌های فروسرخ سی‌اف‌بی‌دی‌اس‌آی‌آر ۲۱۴۹–۰۴۰۳ را با استفاده از تلسکوپ کانادا-فرانسه-هاوایی شناسایی کردند. آنها سپس ویژگی‌های این جرم را با تلسکوپ بسیار بزرگ رصدخانه جنوبی اروپا در شیلی بررسی کردند.

## اتمسفر
Spectroscopy observations have found light absorption by gaseous methane and water in the object's atmosphere.